# Cryptomphalina
Cryptomphalina is een monotypisch geslacht van schimmels behorend tot de orde Polyporales. Het bevat alleen Cryptomphalina sulcata.